# Léon Morin, prêtre (film)
Pour les articles homonymes, voir Léon Morin, prêtre.
Pour plus de détails, voir Fiche technique et Distribution.
Léon Morin, prêtre est un film franco-italien réalisé par Jean-Pierre Melville, sorti le 15 septembre 1961.
Il s'agit d'une adaptation du roman Léon Morin, prêtre de Béatrix Beck, publié en 1952.

## Synopsis
Durant l'Occupation, dans une ville de province, la jeune veuve de guerre d'un juif communiste, mère d'une fillette, défie un prêtre sur le terrain de la religion. Certaine de sa rhétorique, elle est pourtant déconcertée par les réponses qu'il lui donne. Peu à peu, elle perd pied. Chaque nouvelle rencontre avec ce prêtre la rapprochera de la conversion. Sa résistance cédera devant le travail de la grâce.

## Fiche technique
- Titre : Léon Morin, prêtre
- Réalisation : Jean-Pierre Melville
  - Assistants réalisateur : Volker Schlöndorff et Luc Andrieux
- Scénario : Jean-Pierre Melville, d'après le roman homonyme de Béatrix Beck
- Musique : Martial Solal
- Son : Guy Villette, Jacques Maumont
- Photographie : Henri Decaë
- Montage : Jacqueline Meppiel, Nadine Trintignant et Marie-Josèphe Yoyotte
- Décors : Daniel Guéret
- Production : Carlo Ponti et Georges de Beauregard
- Société de production : Rome-Paris Films, Compania Cinetografica Champion (Rome) et Lux Compagnie Cinématographique de France (Paris)
- Pays d'origine :  France /  Italie
- Format : noir et blanc - 35 mm - 1,66:1 - son mono
- Genre : Drame
- Durée : 111 minutes
- Date de sortie :
  - France : 15 septembre 1961

## Distribution
- Jean-Paul Belmondo : Léon Morin
- Emmanuelle Riva[1] : Barny
- Irène Tunc : Christine Sangredin
- Nicole Mirel : Sabine Levy
- Gisèle Grimm : Lucienne
- Marco Behar : Edelman
- Monique Bertho : Marion
- Marc Eyraud
- Nina Grégoire
- Monique Hennessy : Arlette
- Édith Loria : Danielle
- Micheline Schererre
- Renee Liques
- Simone Vannier
- Lucienne Le Marchand : une secrétaire
- Nelly Pitorre
- Ernest Varial
- Volker Schlöndorff : la sentinelle armée
- Cedric Grant : soldat américain
- George Lambert : soldat américain
- Chantale Gozzi
- Marielle Gozzi : France (à la fin du film)
- Patricia Gozzi : France (au début du film)
- Gérard Buhr : Gunther
- Howard Vernon : le colonel
- Charles Boda : le jeune cycliste

## Tournage
- Studios Jenner (Paris)
- Plusieurs scènes en extérieur ont été tournées à Montfort-l'Amaury[2], commune des Yvelines.

## Sortie et accueil

### Accueil critique
À la sortie du film, les critiques sont partagées.
Certains reconnaissent la qualité du travail de Jean-Pierre Melville et de ses acteurs :
- « le cinéaste (également adaptateur), à coup de menus détails, de légères ellipses, d’infimes retouches, est parvenu à restituer les lumières du livre tout en estompant ses ombres. Du très beau travail. » - Jean Rochereau, La Croix du 3 octobre 1961
- « Film probe, émouvant, beau − comme le roman qu’il reproduit si fidèlement. Nous sommes étonnés d’êtres émus, troublés, de sentir passer le surnaturel » - Claude Mauriac, Le Figaro du 30 septembre 1961
- « La grâce s’imite donc, me disais-je. Qu’un bon acteur [Belmondo] puisse devenir n’importe quelle créature, entrer dans toutes les peaux, je le savais. Mais ici il fallait devenir ce saint qui ne sait pas qu’il est un saint et qu’il fût en même temps ce garçon aimé d’une jeune femme et qui sait qu’il est aimé. » - François Mauriac, Le Figaro littéraire du 18 novembre 1961
- « L’interprétation est ici primordiale. En témoigne, s’il était besoin, l’effacement presque total de la technique. Les scènes qui ouvrent le film (ces scènes qui se réduisent souvent à des plans uniques) constituent, par leur concision, un modèle d’exposition. » - André S. Labarthe, France Observateur du 21 septembre 1961
- « Jean-Pierre Melville a réalisé là, sans bruit, un travail d’une honnêteté et d’une intelligence remarquables. Il y a été bien aidé par deux interprètes tout à fait exceptionnels : Jean-Paul Belmondo [et] Emmanuelle Riva. » - Jacqueline Michel, Le Parisien libéré du 27 septembre 1961

D'autres sont moins flatteurs :
- « Aussi le film est-il bavard, très bavard, trop bavard. [...] les arguments pour ou contre la croyance, déversés par les protagonistes tout au long de la projection, n’ont pas le relief souhaité. » - Claude Garson, L'Aurore du 25 septembre 1961
- « Et ce pourrait être du Delannoy, en plus soigné. Pas un instant on ne sent la griffe d’un créateur. » - Pierre Marcabru, Combat du 25 septembre 1961
- « Melville a un vrai talent de cinéaste. Mais peut-être a-t-il été trop fidèle parfois, à la lettre de l’œuvre originale. Le film n’est pas construit. Il se déroule chapitre par chapitre. Certains sont remarquables, d’autres sonnent plus creux. »  - France Roche, France-Soir du 27 septembre 1961
- « Le film, bien que magistralement interprété par deux grands acteurs [...], risque fort de n’emporter l’adhésion d’aucun public et même de lasser certains spectateurs par sa longueur et la passivité monotone de la récitante. » - Armand Monjo, L'Humanité du 27 septembre 1961

### Box-office
Léon Morin, prêtre sort dans les salles françaises le 22 septembre 1961. Pour sa première semaine d'exploitation, le film totalise 11 150 entrées sur les trois salles le distribuant sur Paris, ce qui lui vaut de se hisser à la 26e place du box-office parisien. La semaine suivante, c'est pas moins de 12 300 entrées supplémentaires enregistrée dans la capitale, portant le cumul à 23 450 entrées depuis sa sortie. Le film fait sa première apparition dans le top 30 hebdomadaire français à partir du 4 octobre 1961, soit sa troisième semaine, avec 37 758 entrées dans neuf salles, pour un cumul de 62 749 entrées sur l'ensemble du territoire.
Le film trouve son public en fonctionnant au fil des semaines et voyant son parc de salles augmenter, allant jusqu'à atteindre le top 10 la semaine du 18 octobre 1961, avec 91 518 entrées dans 22 salles, pour un total de 209 732 entrées sur le territoire français depuis sa sortie. En un mois d'exploitation, le long-métrage atteint le demi-million d'entrées.

## Distinctions
- Mostra de Venise 1961 : Grand Prix de la ville de Venise

## Édition DVD
- Léon Morin Prêtre, Collection Classique, Studio Canal, 2007. Suppléments: entretien avec le père Frédéric Roder, réalisé par Philippe Saada ; film annonce ; filmographies ; bande-annonce avec la voix de Belmondo.